# Equipos participantes en los Juegos Panamericanos 2019 - Torneo de fútbol femenino
El torneo de fútbol femenino en los Juegos Panamericanos de 2019 se llevaron a cabo en Lima del 28 de julio al 9 de agosto de 2019. Los ocho equipos involucrados en el torneo debían registrar un equipo de 18 jugadores, incluidos dos porteros.
Para la competencia de fútbol en estos Juegos, las mujeres compitieron en un torneo de ocho equipos. Los equipos se agruparon en dos grupos de cuatro equipos cada uno para una ronda preliminar de todos contra todos. Los dos mejores equipos de cada grupo avanzaron a un solo grupo eliminatorio. La competencia de mujeres fue una competencia sin restricciones de edad.

## Grupo A

### México
Director Técnico: Christopher Cuellar
Las siguientes jugadoras fueron convocadas para torneo de fútbol femenino. Andrea Sánchez fue reemplazada por Kimberly Rodríguez.
| No. | Pos. | Jugadora           | Fecha de nacimiento (edad)         | Apa. | Goles | Club                    |
| --- | ---- | ------------------ | ---------------------------------- | ---- | ----- | ----------------------- |
| 1   | POR  | Cecilia Santiago   | 19 de octubre de 1994 (24 años)    | 59   | 0     | PSV Eindhoven           |
| 2   | DEF  | Kenti Robles       | 15 de febrero de 1991 (28 años)    | 65   | 3     | Atlético Madrid         |
| 3   | DEF  | Bianca Sierra      | 25 de junio de 1992 (27 años)      | 47   | 0     | Þór/KA                  |
| 4   | DEF  | Rebeca Bernal      | 31 de agosto de 1997 (21 años)     | 14   | 0     | Monterrey               |
| 5   | DEF  | Jimena López       | 30 de enero de 1999 (20 años)      | 8    | 0     | Texas A&M Aggies        |
| 6   | MED  | Liliana Mercado    | 22 de octubre de 1988 (30 años)    | 13   | 0     | UANL                    |
| 7   | DEL  | Daniela Espinosa   | 13 de julio de 1999 (20 años)      | 6    | 0     | América                 |
| 8   | MED  | Joana Robles       | 26 de julio de 1994 (25 años)      | 8    | 0     | Atlas                   |
| 9   | DEL  | Charlyn Corral     | 11 de septiembre de 1991 (27 años) | 50   | 28    | Atlético Madrid         |
| 10  | MED  | Stephany Mayor     | 23 de septiembre de 1991 (27 años) | 71   | 11    | Þór/KA                  |
| 11  | MED  | Lizbeth Ovalle     | 19 de octubre de 1999 (19 años)    | 10   | 2     | UANL                    |
| 12  | POR  | Emily Alvarado     | 9 de junio de 1998 (21 años)       | 1    | 0     | TCU Horned Frogs        |
| 13  | DEF  | Arianna Romero     | 29 de julio de 1992 (26 años)      | 42   | 1     | Houston Dash            |
| 14  | DEL  | Katty Martínez     | 14 de marzo de 1998 (21 años)      | 6    | 0     | UANL                    |
| 15  | DEF  | Kimberly Rodríguez | 26 de marzo de 1999 (20 años)      | 3    | 0     | Oklahoma State Cowgirls |
| 16  | MED  | Nancy Antonio      | 2 de abril de 1996 (23 años)       | 12   | 1     | UANL                    |
| 17  | MED  | María Sánchez      | 20 de febrero de 1996 (23 años)    | 15   | 3     | Chicago Red Stars       |
| 18  | DEL  | Kiana Palacios     | 1 de octubre de 1996 (22 años)     | 11   | 1     | Real Sociedad           |

### Jamaica
Head coach: Hue Menzies
Las siguientes jugadoras fueron convocadas para torneo de fútbol femenino. Konya Plummer fue reemplazada por Trudi Carter. Carter fue reemplazada por Lauren Silver por lesión.
| No. | Pos. | Jugadora               | Fecha de nacimiento (edad)         | Apa. | Goles | Club                      |
| --- | ---- | ---------------------- | ---------------------------------- | ---- | ----- | ------------------------- |
| 1   | POR  | Sydney Schneider       | 31 de agosto de 1999 (19 años)     | 11   | 0     | UNC Wilmington Seahawks   |
| 2   | DEF  | Jayda Hylton-Pelaia    | 30 de mayo de 1998 (21 años)       |      |       | East Carolina Pirates     |
| 3   | DEF  | Chanel Hudson-Marks    | 14 de septiembre de 1997 (21 años) | 4    | 0     | Libre                     |
| 4   | MED  | Chantelle Swaby        | 6 de agosto de 1998 (20 años)      | 11   | 0     | Rutgers Scarlet Knights   |
| 5   | DEF  | Rachelle Smith         | 18 de septiembre de 1996 (22 años) |      |       | Libre                     |
| 6   | DEL  | Mireya Grey            | 7 de septiembre de 1998 (20 años)  | 3    | 0     | Washington Huskies        |
| 7   | MED  | Tarania Clarke         | 3 de octubre de 1999 (19 años)     |      |       | Waterhouse                |
| 8   | DEF  | Chyanne Dennis         | 9 de abril de 1999 (20 años)       | 3    | 0     | South Florida Bulls       |
| 9   | DEL  | Olufolasade Adamolekun | 21 de febrero de 2001 (18 años)    | 3    | 0     | USC Trojans               |
| 10  | DEL  | Jody Brown             | 16 de abril de 2002 (17 años)      | 14   | 8     | Montverde Academy         |
| 11  | DEL  | Shayla Smart           | 30 de mayo de 2000 (19 años)       |      |       | Wake Forest Demon Deacons |
| 12  | MED  | Sashana Campbell       | 2 de marzo de 1991 (28 años)       | 24   | 3     | Maccabi Kishronot Hadera  |
| 13  | POR  | Yazmeen Jamieson       | 17 de marzo de 1998 (21 años)      | 3    | 0     | Papakura City FC          |
| 14  | DEF  | Den-Den Blackwood      | 7 de marzo de 1997 (22 años)       | 15   | 3     | Libre                     |
| 15  | DEF  | Jadyn Matthews         | 16 de noviembre de 1999 (19 años)  | 7    | 0     | Cornell Big Red           |
| 16  | DEF  | Madiya Harriott        | 16 de febrero de 1999 (20 años)    | 0    | 0     | Vanderbilt Commodores     |
| 17  | DEF  | Toriana Patterson      | 2 de febrero de 1994 (25 años)     | 10   | 0     | Pink Sport Time           |
| 18  | MED  | Lauren Silver          | 22 de marzo de 1993 (26 años)      |      |       | SK Trondheims-Ørn         |

### Paraguay
Head coach: Daniel Almada
Las siguientes jugadoras fueron convocadas para torneo de fútbol femenino.
| No. | Pos. | Jugadora          | Fecha de nacimiento (edad)         | Apa. | Goles | Club              |
| --- | ---- | ----------------- | ---------------------------------- | ---- | ----- | ----------------- |
| 1   | POR  | Cristina Recalde  | 29 de septiembre de 1994 (24 años) |      |       | Sol de América    |
| 2   | DEF  | María Martínez    | 24 de mayo de 1999 (20 años)       |      |       | Deportivo Capiatá |
| 3   | DEF  | Tania Riso        | 26 de enero de 1994 (25 años)      |      |       | Deportivo Capiatá |
| 4   | DEF  | Daysy Bareiro     | 19 de enero de 2001 (18 años)      |      |       | Sol de América    |
| 5   | DEF  | Laurie Cristaldo  | 4 de mayo de 1997 (22 años)        |      |       | Libertad/Limpeño  |
| 6   | MED  | Damia Cortaza     | 29 de septiembre de 1993 (25 años) |      |       | Libertad/Limpeño  |
| 7   | DEL  | Lice Chamorro     | 22 de diciembre de 1998 (20 años)  |      |       | Racing Santander  |
| 8   | MED  | Fanny Godoy       | 21 de enero de 1998 (21 años)      |      |       | Sol de América    |
| 9   | DEL  | Fabiola Sandoval  | 27 de mayo de 1999 (20 años)       |      |       | Libertad/Limpeño  |
| 10  | DEL  | Jessica Martínez  | 14 de junio de 1999 (20 años)      |      |       | Tacón             |
| 11  | DEL  | Gloria Villamayor | 10 de abril de 1992 (27 años)      |      |       | Real Oviedo       |
| 12  | POR  | Isabel Ortiz      | 28 de diciembre de 2001 (17 años)  |      |       | Sol de América    |
| 13  | DEF  | Limpia Fretes     | 24 de junio de 2000 (19 años)      |      |       | Cerro Porteño     |
| 14  | DEF  | Lorena Alonso     | 1 de abril de 1998 (21 años)       |      |       | Sol de América    |
| 15  | MED  | Ivana Mendoza     | 19 de mayo de 1995 (24 años)       |      |       | Sol de América    |
| 16  | MED  | Dulce Quintana    | 6 de febrero de 1989 (30 años)     |      |       | Espanyol          |
| 17  | MED  | Rosa Miño         | 13 de julio de 1999 (20 años)      |      |       | Foz Cataratas     |
| 18  | DEL  | Mirta Pico        | 8 de febrero de 1994 (25 años)     |      |       | Sol de América    |

### Colombia
Director técnico: Nelson Abadía
Las siguientes jugadoras fueron convocadas para torneo de fútbol femenino. Sandra Sepúlveda y Yisela Cuesta fueron reemplazadas por lesión por Stefany Castaño y Michell Lugo.
| No. | Pos. | Jugadora           | Fecha de nacimiento (edad)        | Apa. | Goles | Club                   |
| --- | ---- | ------------------ | --------------------------------- | ---- | ----- | ---------------------- |
| 1   | POR  | Catalina Pérez     | 8 de noviembre de 1994 (24 años)  |      |       | Cortuluá               |
| 2   | DEF  | Manuela Vanegas    | 9 de noviembre de 2000 (18 años)  |      |       | Independiente Medellín |
| 3   | DEF  | Natalia Gaitán     | 3 de abril de 1991 (28 años)      |      |       | Valencia               |
| 4   | MED  | Diana Ospina       | 3 de marzo de 1989 (30 años)      |      |       | Independiente Medellín |
| 5   | DEF  | Isabella Echeverri | 16 de junio de 1994 (25 años)     |      |       | Sevilla                |
| 6   | MED  | Daniela Montoya    | 22 de agosto de 1990 (28 años)    |      |       | Junior                 |
| 7   | MED  | Marcela Restrepo   | 10 de noviembre de 1995 (23 años) |      |       | Atlético Huila         |
| 8   | MED  | Jéssica Caro       | 20 de julio de 1988 (31 años)     |      |       | Cortuluá               |
| 9   | DEL  | Oriánica Velásquez | 1 de agosto de 1989 (29 años)     |      |       | Independiente Medellín |
| 10  | MED  | Leicy Santos       | 16 de mayo de 1996 (23 años)      |      |       | Atlético Madrid        |
| 11  | DEL  | Catalina Usme      | 25 de diciembre de 1989 (29 años) |      |       | América de Cali        |
| 12  | POR  | Stefany Castaño    | 11 de enero de 1994 (25 años)     |      |       | Santa Fe               |
| 13  | POR  | Michell Lugo       | 16 de abril de 2001 (18 años)     |      |       | Millonarios            |
| 14  | DEF  | Daniela Arias      | 31 de agosto de 1994 (24 años)    |      |       | Atlético Bucaramanga   |
| 15  | DEF  | Daniela Caracas    | 25 de abril de 1997 (22 años)     |      |       | Atlético Huila         |
| 16  | DEL  | Lady Andrade       | 10 de enero de 1992 (27 años)     |      |       | AC Milan               |
| 17  | DEF  | Carolina Arias     | 2 de septiembre de 1990 (28 años) |      |       | Atlético Huila         |
| 18  | DEL  | Mayra Ramírez      | 23 de marzo de 1999 (20 años)     |      |       | Independiente Medellín |

## Group B

### Panamá
Head coach: Víctor Daniel Suárez
Las siguientes jugadoras fueron convocadas para torneo de fútbol femenino.
| No. | Pos. | Jugadora           | Fecha de nacimiento (edad)         | Apa. | Goles | Club               |
| --- | ---- | ------------------ | ---------------------------------- | ---- | ----- | ------------------ |
| 1   | POR  | Yenith Bailey      | 29 de marzo de 2001 (18 años)      |      |       | Tauro              |
| 2   | DEF  | Hilary Jaén        | 29 de agosto de 2002 (16 años)     |      |       | Tauro              |
| 3   | DEF  | María Murillo      | 15 de diciembre de 1996 (22 años)  |      |       | Atlético Nacional  |
| 4   | DEF  | Katherine Castillo | 23 de marzo de 1996 (23 años)      |      |       | Universitario      |
| 5   | DEF  | Yomira Pinzón      | 23 de agosto de 1996 (22 años)     |      |       | Pozoalbense        |
| 6   | MED  | Aldrith Quintero   | 1 de enero de 2002 (17 años)       |      |       | Tauro              |
| 7   | MED  | Gloria Sáenz       | 2 de julio de 2002 (17 años)       |      |       | Atlético Nacional  |
| 8   | MED  | Laurie Batista     | 29 de mayo de 1996 (23 años)       |      |       | Universitario      |
| 9   | DEL  | Karla Riley        | 18 de septiembre de 1997 (21 años) |      |       | Pozoalbense        |
| 10  | MED  | Marta Cox          | 20 de julio de 1997 (22 años)      |      |       | Cortuluá           |
| 11  | MED  | Natalia Mills      | 22 de marzo de 1993 (26 años)      |      |       | Fundación Albacete |
| 12  | POR  | Sasha Fábrega      | 23 de octubre de 1990 (28 años)    |      |       | Aliadas FC         |
| 13  | DEF  | Rebeca Espinosa    | 5 de julio de 1992 (27 años)       |      |       | Universitario      |
| 14  | MED  | Deysire Salazar    | 4 de mayo de 2004 (15 años)        |      |       | Tauro              |
| 15  | MED  | María Guevara      | 4 de octubre de 2000 (18 años)     |      |       | Universitario      |
| 16  | DEL  | Lineth Cedeño      | 5 de diciembre de 2000 (18 años)   |      |       | Joventut Almassora |
| 17  | DEL  | Erika Hernández    | 17 de marzo de 1999 (20 años)      |      |       | Universitario      |
| 18  | DEL  | Ángela Evans       | 21 de julio de 1993 (26 años)      |      |       | Kilkenny United    |

### Costa Rica
Las siguientes jugadoras fueron convocadas para torneo de fútbol femenino.
Head coach: Amelia Valverde
| No. | Pos. | Jugadora             | Fecha de nacimiento (edad)                                | Apa. | Goles | Club                    |
| --- | ---- | -------------------- | --------------------------------------------------------- | ---- | ----- | ----------------------- |
| 1   | POR  | Noelia Bermúdez      | 20 de septiembre de 1994 (24 años)                        | 12   | 0     | Saprissa                |
| 2   | DEF  | Gabriela Guillén     | 1 de marzo de 1992 (27 años)                              | 11   | 0     | Saprissa                |
| 3   | DEF  | María Paula Elizondo | 30 de noviembre de 1998 (20 años)                         | 4    | 0     | Saprissa                |
| 4   | MED  | Mariana Benavides    | 26 de diciembre de 1994 (24 años)                         | 22   | 4     | Arenal Coronado         |
| 5   | DEF  | Fabiola Sánchez      | 9 de abril de 1993 (26 años)                              | 16   | 3     | Codea Alajuela          |
| 6   | DEF  | Carol Sánchez        | 16 de abril de 1986 (33 años)                             | 45   | 2     | AD Moravia              |
| 7   | MED  | Valeria del Campo    | 15 de febrero de 2000 (19 años)                           | 0    | 0     | Saprissa                |
| 8   | DEF  | Daniela Cruz         | 8 de marzo de 1991 (28 años)                              | 38   | 6     | Espanyol                |
| 9   | MED  | Gloriana Villalobos  | 20 de agosto de 1999 (19 años)                            | 24   | 2     | Florida State Seminoles |
| 10  | MED  | Shirley Cruz c       | 28 de agosto de 1985 (33 años)                            | 73   | 24    | zh                      |
| 11  | MED  | Raquel Rodríguez     | 28 de octubre de 1993 (25 años)                           | 49   | 31    | Sky Blue FC             |
| 12  | DEF  | Lixy Rodríguez       | 4 de noviembre de 1990 (28 años)                          | 63   | 2     | Tacón                   |
| 13  | DEL  | Sofía Varela         | 28 de marzo de 1998 (21 años)                             | 0    | 0     | Saprissa                |
| 14  | MED  | Priscilla Chinchilla | 11 de julio de 2001 (18 años)                             | 6    | 2     | Codea Alajuela          |
| 15  | DEF  | Stephannie Blanco    | 13 de diciembre de 2000 (18 años)                         | 0    | 0     | Arenal Coronado         |
| 16  | MED  | Katherine Alvarado   | 11 de abril de 1991 (28 años)                             | 66   | 20    | Espanyol                |
| 17  | DEL  | María Paula Salas    | 12 de julio de 2002 (17 años)                             | 9    | 2     | Saprissa                |
| 18  | POR  | Priscilla Tapia      | 2 de mayo de 1991 (28 años)2019 de julio del 28 (26 años) | 2    | 0     | AD Moravia              |

### Argentina
Head coach: Carlos Borrello
Las siguientes jugadoras fueron convocadas para torneo de fútbol femenino.
| No. | Pos. | Jugadora            | Fecha de nacimiento (edad)        | Apa. | Goles | Club            |
| --- | ---- | ------------------- | --------------------------------- | ---- | ----- | --------------- |
| 1   | POR  | Vanina Correa       | 14 de agosto de 1983 (35 años)    |      |       | Rosario Central |
| 2   | DEF  | Agustina Barroso    | 20 de mayo de 1993 (26 años)      |      |       | Madrid CFF      |
| 3   | DEF  | Eliana Stábile      | 26 de noviembre de 1993 (25 años) |      |       | Boca Juniors    |
| 4   | DEF  | Adriana Sachs       | 25 de diciembre de 1993 (25 años) |      |       | UAI Urquiza     |
| 5   | MED  | Vanesa Santana      | 3 de septiembre de 1990 (28 años) |      |       | Logroño         |
| 6   | DEF  | Aldana Cometti      | 3 de marzo de 1996 (23 años)      |      |       | Sevilla         |
| 7   | DEL  | Yael Oviedo         | 22 de mayo de 1992 (27 años)      |      |       | Rayo Vallecano  |
| 8   | DEL  | Micaela Cabrera     | 18 de julio de 1997 (22 años)     |      |       | Boca Juniors    |
| 9   | DEL  | Milagros Menéndez   | 23 de marzo de 1997 (22 años)     |      |       | UAI Urquiza     |
| 10  | MED  | Dalila Ippólito     | 24 de marzo de 2002 (17 años)     |      |       | River Plate     |
| 11  | DEL  | Mariana Larroquette | 24 de octubre de 1992 (26 años)   |      |       | UAI Urquiza     |
| 12  | POR  | Solana Pereyra      | 5 de abril de 1999 (20 años)      |      |       | UAI Urquiza     |
| 13  | DEF  | Virginia Gómez      | 26 de febrero de 1991 (28 años)   |      |       | Rosario Central |
| 14  | MED  | Miriam Mayorga      | 20 de noviembre de 1989 (29 años) |      |       | UAI Urquiza     |
| 15  | DEL  | Yamila Rodríguez    | 24 de enero de 1998 (21 años)     |      |       | Boca Juniors    |
| 16  | MED  | Natalie Juncos      | 28 de diciembre de 1990 (28 años) |      |       | UAI Urquiza     |
| 17  | MED  | Mariela Coronel     | 20 de junio de 1981 (38 años)     |      |       | Granada         |
| 18  | DEF  | Gabriela Chávez     | 9 de abril de 1989 (30 años)      |      |       | River Plate     |

### Perú
Head coach: Doriva Bueno
Las siguientes jugadoras fueron convocadas para torneo de fútbol femenino.
| No. | Pos. | Jugadora           | Fecha de nacimiento (edad)         | Apa. | Goles | Club                |
| --- | ---- | ------------------ | ---------------------------------- | ---- | ----- | ------------------- |
| 1   | POR  | Karla López        | 16 de septiembre de 1998 (20 años) |      |       | Universitario       |
| 2   | DEF  | Stephannie Vásquez | 24 de junio de 1994 (25 años)      |      |       | Universitario       |
| 3   | DEF  | Even Pizango       | 15 de abril de 1993 (26 años)      |      |       | Universitario       |
| 4   | DEF  | Katarina Comesaña  | 19 de junio de 1992 (27 años)      |      |       | MVLA Wolves         |
| 5   | MED  | Cindy Novoa        | 10 de agosto de 1995 (23 años)     |      |       | Universitario       |
| 6   | DEF  | Amparo Chuquival   | 21 de febrero de 1992 (27 años)    |      |       | JC Sport Girls      |
| 7   | DEL  | Gladys Dorador     | 4 de enero de 1989 (30 años)       |      |       | Sporting Cristal    |
| 8   | MED  | Scarleth Flores    | 12 de agosto de 1996 (22 años)     |      |       | Universitario       |
| 9   | DEL  | Miryan Tristán     | 19 de abril de 1985 (34 años)      |      |       | Deportivo Municipal |
| 10  | DEL  | Steffani Otiniano  | 7 de agosto de 1992 (26 años)      |      |       | Universitario       |
| 11  | MED  | María José López   | 22 de mayo de 1985 (34 años)       |      |       | Sporting Cristal    |
| 12  | POR  | Maryory Sánchez    | 7 de abril de 1997 (22 años)       |      |       | Sporting Cristal    |
| 13  | DEF  | Estefany Espino    | 16 de agosto de 1999 (19 años)     |      |       | Universitario       |
| 14  | DEF  | Kiara Ortega       | 13 de junio de 1992 (27 años)      |      |       | Sporting Cristal    |
| 15  | MED  | Sandra Arévalo     | 14 de abril de 1998 (21 años)      |      |       | Sporting Cristal    |
| 16  | MED  | Nahomi Martínez    | 5 de abril de 1997 (22 años)       |      |       | Sporting Cristal    |
| 17  | MED  | Emily Flores       | 10 de septiembre de 1990 (28 años) |      |       | U. César Vallejo    |
| 18  | DEL  | Pierina Núñez      | 13 de marzo de 2000 (19 años)      |      |       | Logroño             |